# Hemerobius jucundus
Hemerobius jucundus là một loài côn trùng trong họ Hemerobiidae thuộc bộ Neuroptera. Loài này được Navás miêu tả năm 1928.